# The Voice (12.ª temporada)
A décima segunda temporada de The Voice, um talent show norte-americano, estreou no dia 27 de fevereiro de 2017 na NBC. Gwen Stefani retornou como técnica após duas temporadas ausente, ao lado de Adam Levine, Alicia Keys e Blake Shelton.
Pela oitava edição consecutiva, o programa foi transmitido no Brasil através do canal por assinatura Sony, tendo seus episódios exibidos um dia após a transmissão oficial dos Estados Unidos.
O grande vencedor da temporada foi Chris Blue, do time de Alicia Keys, após derrotar na final Lauren Duski e Aliyah Moulden, ambas do time Blake, e Jesse Larson, do time Adam. A vitória de Blue marcou a primeira vez em que Alicia foi campeã do The Voice e o segundo título para uma técnica mulher.

## Técnicos e apresentadores
A décima segunda temporada conta com três dos quatro técnicos que participaram da edição anterior: Adam Levine, Alicia Keys e Blake Shelton. Gwen Stefani retorna após duas temporadas fora, substituindo Miley Cyrus, que voltará na décima terceira edição. O apresentador Carson Daly continua no comando da atração.

## Episódios

### Episódio 1: The Blind Auditions, parte 1
As audições às cegas (em inglês, blind auditions) foram gravadas entre os dias 23 e 26 de outubro de 2016. O primeiro episódio foi ao ar em 27 de fevereiro de 2017.
Legenda
| Ordem | Competidor          | Idade | Cidade Natal              | Canção                                      | Escolha dos técnicos e competidores | Escolha dos técnicos e competidores | Escolha dos técnicos e competidores | Escolha dos técnicos e competidores |
| Ordem | Competidor          | Idade | Cidade Natal              | Canção                                      | Adam                                | Gwen                                | Alicia                              | Blake                               |
| ----- | ------------------- | ----- | ------------------------- | ------------------------------------------- | ----------------------------------- | ----------------------------------- | ----------------------------------- | ----------------------------------- |
| 1     | JChosen             | 29    | Albany, Geórgia           | "Sexual Healing"                            | ✔                                   | ✔                                   | ✔                                   | ✔                                   |
| 2     | Lauren Duski        | 25    | Gaylord, Michigan         | "You Were Meant for Me"                     | ✔                                   | ✔                                   | —                                   | ✔                                   |
| 3     | Johnny Hayes        | 29    | Mobile, Alabama           | "Try a Little Tenderness"                   | ✔                                   | ✔                                   | —                                   | —                                   |
| 4     | Skyler Harris       | 25    | Murfreesboro, Tennessee   | "One and Only"                              | —                                   | —                                   | —                                   | —                                   |
| 5     | Anatalia Villaranda | 16    | Temecula, Califórnia      | "Runaway Baby"                              | ✔                                   | ✔                                   | ✔                                   | ✔                                   |
| 6     | Stephanie Rice      | 27    | Texarkana, Texas          | "Piece by Piece"                            | —                                   | ✔                                   | —                                   | ✔                                   |
| 7     | Branden Martin      | 25    | Owingsville, Kentucky     | "Here's a Quarter (Call Someone Who Cares)" | —                                   | —                                   | —                                   | —                                   |
| 8     | Mark Isaiah         | 19    | Mount Pocono, Pensilvânia | "Mercy"                                     | ✔                                   | ✔                                   | —                                   | —                                   |
| 9     | Brennley Brown      | 14    | Apple Valley, Califórnia  | "Stupid Boy"                                | —                                   | —                                   | ✔                                   | ✔                                   |
| 10    | Shaun Chrisjohn     | 31    | Filadélfia, Pensilvânia   | "You are the Best Thing"                    | —                                   | —                                   | —                                   | —                                   |
| 11    | Felicia Temple      | 28    | Teaneck, Nova Jérsei      | "All I Could Do Was Cry"                    | —                                   | ✔                                   | ✔                                   | ✔                                   |

### Episódio 2: The Blind Auditions, parte 2
| Ordem | Competidor        | Idade | Cidade Natal            | Canção                  | Escolha dos técnicos e competidores | Escolha dos técnicos e competidores | Escolha dos técnicos e competidores | Escolha dos técnicos e competidores |
| Ordem | Competidor        | Idade | Cidade Natal            | Canção                  | Adam                                | Gwen                                | Alicia                              | Blake                               |
| ----- | ----------------- | ----- | ----------------------- | ----------------------- | ----------------------------------- | ----------------------------------- | ----------------------------------- | ----------------------------------- |
| 1     | Autumn Turner     | 25    | Montclair, Nova Jérsei  | "Last Dance"            | ✔                                   | ✔                                   | ✔                                   | ✔                                   |
| 2     | Jesse Larson      | 34    | Minneapolis, Minnesota  | "Jealous Guy"           | ✔                                   | —                                   | —                                   | —                                   |
| 3     | Aliyah Moulden    | 15    | La Habra, Califórnia    | "Hound Dog"             | —                                   | ✔                                   | ✔                                   | ✔                                   |
| 4     | Savannah Leighton | 16    | Spring Garden, Alabama  | "Unconditionally"       | —                                   | ✔                                   | —                                   | ✔                                   |
| 5     | Nick Townsend     | 23    | Tekamah, Nebraska       | "Writing's on the Wall" | —                                   | —                                   | —                                   | —                                   |
| 6     | Lilli Passero     | 26    | Los Angeles, Califórnia | "A Love of My Own"      | —                                   | ✔                                   | ✔                                   | ✔                                   |

### Episódio 3: The Blind Auditions, parte 3
| Ordem | Competidor      | Idade | Cidade Natal                | Canção                     | Escolha dos técnicos e competidores | Escolha dos técnicos e competidores | Escolha dos técnicos e competidores | Escolha dos técnicos e competidores |
| Ordem | Competidor      | Idade | Cidade Natal                | Canção                     | Adam                                | Gwen                                | Alicia                              | Blake                               |
| ----- | --------------- | ----- | --------------------------- | -------------------------- | ----------------------------------- | ----------------------------------- | ----------------------------------- | ----------------------------------- |
| 1     | Ashley Levin    | 23    | Miami, Flórida              | "Let Him Fly"              | —                                   | ✔                                   | ✔                                   | ✔                                   |
| 2     | Brandon Royal   | 31    | Ilhas Virgens Americanas    | "Master Blaster (Jammin')" | —                                   | ✔                                   | —                                   | ✔                                   |
| 3     | Adam Pearce     | 30    | Nova Orleans, Luisiana      | "A Whiter Shade of Pale"   | —                                   | —                                   | —                                   | —                                   |
| 4     | Julien Martinez | 21    | Oxnard, Califórnia          | "Pride and Joy"            | ✔                                   | —                                   | —                                   | ✔                                   |
| 5     | Quizz Swanigan  | 13    | North Little Rock, Arkansas | "Who's Lovin' You"         | —                                   | ✔                                   | ✔                                   | —                                   |
| 6     | Casi Joy        | 26    | Kansas City, Missouri       | "Blue"                     | ✔                                   | ✔                                   | ✔                                   | ✔                                   |

### Episódio 4: The Blind Auditions, parte 4
| Ordem | Competidor       | Idade | Cidade Natal                 | Canção                    | Escolha dos técnicos e competidores | Escolha dos técnicos e competidores | Escolha dos técnicos e competidores | Escolha dos técnicos e competidores |
| Ordem | Competidor       | Idade | Cidade Natal                 | Canção                    | Adam                                | Gwen                                | Alicia                              | Blake                               |
| ----- | ---------------- | ----- | ---------------------------- | ------------------------- | ----------------------------------- | ----------------------------------- | ----------------------------------- | ----------------------------------- |
| 1     | Micah Tryba      | 24    | Wheaton, Illinois            | "I'm Every Woman"         | —                                   | ✔                                   | —                                   | ✔                                   |
| 2     | Troy Ramey       | 32    | Nova York, Nova York         | "Wild World"              | ✔                                   | ✔                                   | ✔                                   | ✔                                   |
| 3     | Ericka Corban    | 31    | Aberdeen, Washington         | "Wade in the Water"       | —                                   | —                                   | —                                   | —                                   |
| 4     | Jack Cassidy     | 18    | Westlake Village, Califórnia | "One of Us"               | ✔                                   | —                                   | ✔                                   | —                                   |
| 5     | Kawan DeBose     | 30    | Miami, Flórida               | "Let's Get It On"         | ✔                                   | ✔                                   | —                                   | ✔                                   |
| 6     | Taylor Alexander | 25    | Flowery Branch, Geórgia      | "Believe"                 | ✔                                   | —                                   | —                                   | —                                   |
| 7     | Gaby Borromeo    | 22    | Seattle, Washington          | "Happy"                   | ✔                                   | —                                   | —                                   | ✔                                   |
| 8     | Griffin Tucker   | 14    | Dallas, Texas                | "Heartbreak Hotel"        | —                                   | —                                   | —                                   | —                                   |
| 9     | Missy Robertson  | 34    | Sacramento, Califórnia       | "Scars to Your Beautiful" | —                                   | —                                   | ✔                                   | ✔                                   |
| 10    | Aaliyah Rose     | 14    | Provo, Utah                  | "Rise Up"                 | —                                   | ✔                                   | —                                   | —                                   |
| 11    | Josh West        | 17    | Glendale, Arizona            | "Ordinary World"          | ✔                                   | ✔                                   | ✔                                   | ✔                                   |

### Episódio 5: The Blind Auditions, parte 5
| Ordem | Competidor   | Idade | Cidade Natal             | Canção                        | Escolha dos técnicos e competidores | Escolha dos técnicos e competidores | Escolha dos técnicos e competidores | Escolha dos técnicos e competidores |
| Ordem | Competidor   | Idade | Cidade Natal             | Canção                        | Adam                                | Gwen                                | Alicia                              | Blake                               |
| ----- | ------------ | ----- | ------------------------ | ----------------------------- | ----------------------------------- | ----------------------------------- | ----------------------------------- | ----------------------------------- |
| 1     | Johnny Gates | 31    | Providence, Rhode Island | "Maggie May"                  | —                                   | ✔                                   | ✔                                   | ✔                                   |
| 2     | Malik Davage | 23    | Washington, D.C.         | "Sure Thing"                  | ✔                                   | —                                   | —                                   | —                                   |
| 3     | Lauryn Judd  | 16    | Draper, Utah             | "Girls Just Want to Have Fun" | —                                   | ✔                                   | ✔                                   | ✔                                   |
| 4     | Paul Adrian  | 20    | Irving, Texas            | "I Got a Woman"               | —                                   | —                                   | —                                   | —                                   |
| 5     | Caroline Sky | 16    | San Anselmo, Califórnia  | "Will You Love Me Tomorrow"   | —                                   | ✔                                   | —                                   | ✔                                   |
| 6     | Josh Hoyer   | 40    | Lincoln, Nebraska        | "Oh Girl"                     | —                                   | ✔                                   | —                                   | ✔                                   |

### Episódio 6: The Blind Auditions, parte 6
| Ordem | Competidor         | Idade | Cidade Natal              | Canção                             | Escolha dos técnicos e competidores | Escolha dos técnicos e competidores | Escolha dos técnicos e competidores | Escolha dos técnicos e competidores |
| Ordem | Competidor         | Idade | Cidade Natal              | Canção                             | Adam                                | Gwen                                | Alicia                              | Blake                               |
| ----- | ------------------ | ----- | ------------------------- | ---------------------------------- | ----------------------------------- | ----------------------------------- | ----------------------------------- | ----------------------------------- |
| 1     | Kenny P.           | 30    | Cleveland, Ohio           | "Hello It's Me"                    | —                                   | ✔                                   | —                                   | ✔                                   |
| 2     | Enid Ortiz         | 25    | Tampa, Flórida            | "All I Ask"                        | —                                   | —                                   | —                                   | ✔                                   |
| 3     | RJ Collins         | 18    | Chicago, Illinois         | "Purpose"                          | ✔                                   | —                                   | ✔                                   | —                                   |
| 4     | Austin Tyler Jones | 27    | Columbia, Tennessee       | "Alison"                           | —                                   | —                                   | —                                   | —                                   |
| 5     | TSoul              | 29    | Richmond, Virgínia        | "Take Me to the River"             | ✔                                   | —                                   | —                                   | ✔                                   |
| 6     | Andrea Thomas      | 25    | Fort Worth, Texas         | "Baby Now That I've Found You"     | —                                   | —                                   | —                                   | ✔                                   |
| 7     | Davina Leone       | 24    | Miami, Flórida            | "Cheap Thrills"                    | —                                   | ✔                                   | —                                   | —                                   |
| 8     | Hanna Eyre         | 15    | Laguna Niguel, Califórnia | "Blank Space"                      | ✔                                   | ✔                                   | —                                   | ✔                                   |
| 9     | Casey Jamerson     | 26    | Pendleton, Indiana        | "Shadows of the Night"             | —                                   | —                                   | —                                   | —                                   |
| 10    | Hunter Plake       | 20    | Baton Rouge, Luisiana     | "Carry On"                         | —                                   | ✔                                   | ✔                                   | —                                   |
| 11    | Nala Price         | 17    | Sebring, Flórida          | "Send My Love (To Your New Lover)" | ✔                                   | ✔                                   | —                                   | —                                   |
| 12    | Sammie Zonana      | 24    | Austin, Texas             | "Dangerous Woman"                  | —                                   | ✔                                   | —                                   | —                                   |
| 13    | Valerie Ponzio     | 32    | El Paso, Texas            | "Ring of Fire"                     | ✔                                   | ✔                                   | ✔                                   | ✔                                   |

### Episódio 7: The Blind Auditions, parte 7
| Ordem | Competidor         | Idade | Cidade Natal                  | Canção                   | Escolha dos técnicos e competidores | Escolha dos técnicos e competidores | Escolha dos técnicos e competidores | Escolha dos técnicos e competidores |
| Ordem | Competidor         | Idade | Cidade Natal                  | Canção                   | Adam                                | Gwen                                | Alicia                              | Blake                               |
| --- | ------------------ | ----- | ----------------------------- | ------------------------ | ----------------------------------- | ----------------------------------- | ----------------------------------- | ----------------------------------- |
| 1 | Vanessa Ferguson   | 31    | Greensboro, Carolina do Norte | "Don't Let Me Down"      | —                                   | ✔                                   | ✔                                   | ✔                                   |
| 2 | Dawson Coyle       | 17    | Williamstown, Nova Jérsei     | "Happiness"              | —                                   | —                                   | —                                   | ✔                                   |
| 3 | Jozy Bernadette    | 25    | Grand Forks, Dakota do Norte  | "American Woman"         | ✔                                   | ✔                                   | —                                   | N/A                                 |
| 4 | Stephen Moris      | 32    | Arlington, Illinois           | "Three Little Birds"     | —                                   | N/A                                 | —                                   | N/A                                 |
| 5 | Sheena Brook       | 33    | Fort Myers Beach, Flórida     | "Baby Girl"              | ✔                                   | N/A                                 | —                                   | N/A                                 |
| 6 | Meshale Akopian    | 14    | Charleston, Carolina do Sul   | "Me and Bobby McGee"     | N/A                                 | N/A                                 | —                                   | N/A                                 |
| 7 | Jacob Westfall     | 23    | Portland, Oregon              | "Bad Blood"              | N/A                                 | N/A                                 | —                                   | N/A                                 |
| 8 | Lyndsey Highlander | 24    | Nashville, Tennessee          | "Bring on the Rain"      | N/A                                 | N/A                                 | —                                   | N/A                                 |
| 9 | Chris Blue         | 26    | Knoxville, Tennessee          | "The Tracks of My Tears" | N/A                                 | N/A                                 | ✔                                   | N/A                                 |
| Designação "N/A" em "Escolha dos técnicos e competidores" significa que o time do técnico já estava completo |                    |       |                               |                          |                                     |                                     |                                     |                                     |

### Episódio 8: The Blind Auditions, melhores momentos
O oitavo episódio da temporada recapitulou os melhores momentos das audições às cegas, exibindo a formação dos quatro times, os bastidores dos episódios anteriores e uma prévia da fase seguinte, os Battle Rounds.

### Episódios 9 a 12: The Battle Rounds
A fase de batalhas (em inglês, Battle Rounds) foi transmitida em quatro episódios. Nessa fase, os técnicos contaram com a ajuda de mentores para treinar seus times. Adam Levine convocou o cantor e compositor John Legend. Gwen Stefani convocou a cantora Céline Dion. Alicia Keys contou com a ajuda do rapper e DJ, DJ Khaled. Por fim, Blake Shelton foi auxiliado pelo cantor country e compositor, Luke Bryan.
Graças ao steal, introduzido na terceira temporada, alguns competidores foram salvos por outros técnicos mesmo perdendo a sua batalha e, assim, seguiram na competição.
Legenda:
| Episódio | Técnico       | Ordem | Vencedor            | Canção                              | Perdedor          | Resultado do 'Steal' | Resultado do 'Steal' | Resultado do 'Steal' | Resultado do 'Steal' |
| Episódio | Técnico       | Ordem | Vencedor            | Canção                              | Perdedor          | Adam                 | Gwen                 | Alicia               | Blake                |
| -------- | ------------- | ----- | ------------------- | ----------------------------------- | ----------------- | -------------------- | -------------------- | -------------------- | -------------------- |
| 9        | Blake Shelton | 1     | Lauren Duski        | "Better Man"                        | Brennley Brown    | ✔                    | ✔                    | —                    | N/A                  |
| 9        | Gwen Stefani  | 2     | JChosen             | "I Was Made to Love Her"            | Kenny P.          | —                    | N/A                  | —                    | —                    |
| 9        | Alicia Keys   | 3     | Anatalia Villaranda | "Tightrope"                         | Missy Robertson   | —                    | —                    | N/A                  | —                    |
| 9        | Adam Levine   | 4     | Mark Isaiah         | "Pillowtalk"                        | Gaby Borromeo     | N/A                  | —                    | —                    | —                    |
| 9        | Alicia Keys   | 5     | Quizz Swanigan      | "Titanium"                          | Felicia Temple    | —                    | —                    | N/A                  | ✔                    |
| 9        | Blake Shelton | 6     | Casi Joy            | "How Blue"                          | Ashley Levin      | ✔                    | ✔                    | ✔                    | N/A                  |
|          |               |       |                     |                                     |                   |                      |                      |                      |                      |
| 10       | Gwen Stefani  | 1     | Johnny Gates        | "I Drove All Night"                 | Sammie Zonana     | —                    | N/A                  | —                    | —                    |
| 10       | Alicia Keys   | 2     | Chris Blue          | "Adorn"                             | RJ Collins        | —                    | —                    | N/A                  | —                    |
| 10       | Adam Levine   | 3     | Josh West           | "Everybody Wants to Rule the World" | Nala Price        | N/A                  | —                    | —                    | —                    |
| 10       | Gwen Stefani  | 4     | Aaliyah Rose        | "Treat You Better"                  | Savannah Leighton | —                    | N/A                  | —                    | —                    |
| 10       | Blake Shelton | 5     | Andrea Thomas       | "What Hurts the Most"               | Micah Tryba       | —                    | —                    | —                    | N/A                  |
| 10       | Blake Shelton | 6     | Aliyah Moulden      | "Walking on Sunshine"               | Dawson Coyle      | —                    | —                    | ✔                    | N/A                  |
|          |               |       |                     |                                     |                   |                      |                      |                      |                      |
| 11       | Blake Shelton | 1     | TSoul               | "In the Midnight Hour"              | Josh Hoyer        | —                    | —                    | N/A                  | N/A                  |
| 11       | Alicia Keys   | 2     | Vanessa Ferguson    | "Killing Me Softly with His Song"   | Autumn Turner     | ✔                    | ✔                    | N/A                  | —                    |
| 11       | Adam Levine   | 3     | Johnny Hayes        | "Hard to Handle"                    | Julien Martinez   | N/A                  | —                    | N/A                  | —                    |
| 11       | Gwen Stefani  | 4     | Stephanie Rice      | "The First Cut Is the Deepest"      | Caroline Sky      | —                    | N/A                  | N/A                  | ✔                    |
| 11       | Adam Levine   | 5     | Malik Davage        | "Love Me Now"                       | Kawan DeBose      | N/A                  | —                    | N/A                  | N/A                  |
| 11       | Blake Shelton | 6     | Enid Ortiz          | "Love Triangle"                     | Valerie Ponzio    | —                    | —                    | N/A                  | N/A                  |
| 11       | Adam Levine   | 7     | Hanna Eyre          | "Try"                               | Sheena Brook      | N/A                  | —                    | N/A                  | N/A                  |
| 11       | Gwen Stefani  | 8     | Troy Ramey          | "Angel Eyes"                        | Jozy Bernadette   | —                    | N/A                  | N/A                  | N/A                  |
| 11       | Alicia Keys   | 9     | Jack Cassidy        | "Dancing on My Own"                 | Hunter Plake      | ✔                    | ✔                    | N/A                  | N/A                  |
|          |               |       |                     |                                     |                   |                      |                      |                      |                      |
| 12       | Alicia Keys   | 1     | Lilli Passero       | "Every Little Bit Hurts"            | Lauryn Judd       | —                    | N/A                  | N/A                  | N/A                  |
| 12       | Adam Levine   | 2     | Jesse Larson        | "Shameless"                         | Taylor Alexander  | N/A                  | N/A                  | N/A                  | N/A                  |
| 12       | Gwen Stefani  | 3     | Brandon Royal       | "In the Night"                      | Davina Leone      | ✔                    | N/A                  | N/A                  | N/A                  |

### Episódios 13 a 15: The Knockouts
Na fase de nocautes (em inglês, Knockouts), cada técnico voltou a ter um 'steal', podendo roubar um participante de outro time para os playoffs ao vivo.
Legenda:
| Episódio | Técnico       | Ordem | Canção                        | Vencedor            | Perdedor       | Canção                    | Resultado do 'Steal' | Resultado do 'Steal' | Resultado do 'Steal' | Resultado do 'Steal' |
| Episódio | Técnico       | Ordem | Canção                        | Vencedor            | Perdedor       | Canção                    | Adam                 | Gwen                 | Alicia               | Blake                |
| -------- | ------------- | ----- | ----------------------------- | ------------------- | -------------- | ------------------------- | -------------------- | -------------------- | -------------------- | -------------------- |
| 13       | Alicia Keys   | 1     | "Superstition"                | Chris Blue          | Quizz Swanigan | "Chains"                  | —                    | ✔                    | N/A                  | —                    |
| 13       | Adam Levine   | 2     | "Bleeding Love"               | Hanna Eyre          | Autumn Turner  | "Respect"                 | N/A                  | N/A                  | —                    | —                    |
| 13       | Gwen Stefani  | 3     | "I Want To Know What Love Is" | Hunter Plake        | Johnny Gates   | "Million Reasons"         | —                    | N/A                  | —                    | —                    |
| 13       | Blake Shelton | 4     | "My Church"                   | Casi Joy            | Felicia Temple | "My Heart Will Go On"     | —                    | N/A                  | —                    | N/A                  |
| 13       | Adam Levine   | 5     | "Carry On Wayward Son"        | Josh West           | Johnny Hayes   | "Statesboro Blues"        | N/A                  | N/A                  | —                    | —                    |
| 13       | Alicia Keys   | 6     | "Fancy"                       | Ashley Levin        | Lilli Passero  | "Tears Dry On Their Own"  | ✔                    | N/A                  | N/A                  | ✔                    |
|          |               |       |                               |                     |                |                           |                      |                      |                      |                      |
| 14       | Alicia Keys   | 1     | "Two Black Cadillacs"         | Anatalia Villaranda | Dawson Coyle   | "Demons"                  | N/A                  | N/A                  | N/A                  | —                    |
| 14       | Blake Shelton | 2     | "These Arms of Mine"          | TSoul               | Enid Ortiz     | "When We Were Young"      | N/A                  | N/A                  | —                    | N/A                  |
| 14       | Gwen Stefani  | 3     | "Up to the Mountain"          | Brennley Brown      | Aaliyah Rose   | "Like I'm Gonna Lose You" | N/A                  | N/A                  | —                    | ✔                    |
|          |               |       |                               |                     |                |                           |                      |                      |                      |                      |
| 15       | Blake Shelton | 1     | "When You Say Nothing at All" | Lauren Duski        | Andrea Thomas  | "Cry"                     | N/A                  | N/A                  | —                    | N/A                  |
| 15       | Alicia Keys   | 2     | "If I Were Your Woman"        | Vanessa Ferguson    | Jack Cassidy   | "Unsteady"                | N/A                  | N/A                  | N/A                  | N/A                  |
| 15       | Adam Levine   | 3     | "The Letter"                  | Jesse Larson        | Davina Leone   | "Toxic"                   | N/A                  | N/A                  | —                    | N/A                  |
| 15       | Adam Levine   | 4     | "Love Yourself"               | Mark Isaiah         | Malik Davage   | "Rock with You"           | N/A                  | N/A                  | —                    | N/A                  |
| 15       | Gwen Stefani  | 5     | "Without You"                 | JChosen             | Brandon Royal  | "Redemption Song"         | N/A                  | N/A                  | —                    | N/A                  |
| 15       | Blake Shelton | 6     | "Before He Cheats"            | Aliyah Moulden      | Caroline Sky   | "At Last"                 | N/A                  | N/A                  | —                    | N/A                  |
| 15       | Gwen Stefani  | 7     | "Chandelier"                  | Troy Ramey          | Stephanie Rice | "Safe & Sound"            | N/A                  | N/A                  | ✔                    | N/A                  |

### Episódio 16: The Road to the Live Shows
O décimo sexto episódio da temporada recapitulou a jornada dos 20 artistas que avançaram para os playoffs ao vivo, mostrando como eles chegaram à fase final da competição.

### Episódios 17 e 18: Playoffs ao vivo
Passada a fase dos Knockouts, o programa entra em sua fase ao vivo (para os Estados Unidos). Nessa edição, cada um dos técnicos pôde trazer de volta à competição um participante de qualquer time que havia sido eliminado nas duas fases anteriores (batalhas e nocautes).
| Técnico       | Competidor     |
| ------------- | -------------- |
| Adam Levine   | Johnny Hayes   |
| Gwen Stefani  | Johnny Gates   |
| Alicia Keys   | Jack Cassidy   |
| Blake Shelton | Felicia Temple |

Os quatro participantes que retornaram se juntaram aos seus times para competir diretamente por uma vaga no Top 12.  Assim, o Top 6 de cada técnico encarou o voto do público: os dois mais votados avançaram diretamente, enquanto os quatro menos votados aguardaram pela decisão do técnico, que só pôde salvar um deles. 
Legenda:
| Episódio | Ordem | Técnico       | Competidor          | Canção                            | Resultado         |
| -------- | ----- | ------------- | ------------------- | --------------------------------- | ----------------- |
| 17       | 1     | Blake Shelton | Casi Joy            | "Parachute"                       | Eliminada         |
| 17       | 2     | Blake Shelton | Felicia Temple      | "Defying Gravity"                 | Eliminada         |
| 17       | 3     | Blake Shelton | Aaliyah Rose        | "Brass in Pocket"                 | Eliminada         |
| 17       | 4     | Blake Shelton | TSoul               | "Knock on Wood"                   | Escolha de Blake  |
| 17       | 5     | Blake Shelton | Aliyah Moulden      | "Mercy"                           | Voto do público   |
| 17       | 6     | Blake Shelton | Lauren Duski        | "Someone Else's Star"             | Voto do público   |
| 17       | 7     | Alicia Keys   | Chris Blue          | "Love on the Brain"               | Voto do público   |
| 17       | 8     | Alicia Keys   | Anatalia Villaranda | "Stand by Me"                     | Eliminada         |
| 17       | 9     | Alicia Keys   | Jack Cassidy        | "Don't Let the Sun Go Down on Me" | Eliminado         |
| 17       | 10    | Alicia Keys   | Vanessa Ferguson    | "Lean On"                         | Voto do público   |
| 17       | 11    | Alicia Keys   | Ashley Levin        | "I Can't Stand the Rain"          | Eliminada         |
| 17       | 12    | Alicia Keys   | Stephanie Rice      | "Every Breath You Take"           | Escolha de Alicia |
|          |       |               |                     |                                   |                   |
| 18       | 1     | Gwen Stefani  | Johnny Gates        | "Hands to Myself"                 | Eliminado         |
| 18       | 2     | Gwen Stefani  | Troy Ramey          | "A Case of You"                   | Escolha de Gwen   |
| 18       | 3     | Gwen Stefani  | Quizz Swanigan      | "My Girl"                         | Eliminado         |
| 18       | 4     | Gwen Stefani  | Brennley Brown      | "Fly"                             | Voto do público   |
| 18       | 5     | Gwen Stefani  | JChosen             | "Nothing Compares 2 U"            | Eliminado         |
| 18       | 6     | Gwen Stefani  | Hunter Plake        | "Elastic Heart"                   | Voto do público   |
| 18       | 7     | Adam Levine   | Johnny Hayes        | "Ain't Too Proud to Beg"          | Eliminado         |
| 18       | 8     | Adam Levine   | Hanna Eyre          | "Skyscraper"                      | Eliminada         |
| 18       | 9     | Adam Levine   | Josh West           | "More Than a Feeling"             | Eliminado         |
| 18       | 10    | Adam Levine   | Mark Isaiah         | "All Time Low"                    | Escolha de Adam   |
| 18       | 11    | Adam Levine   | Lilli Passero       | "It's Too Late"                   | Voto do público   |
| 18       | 12    | Adam Levine   | Jesse Larson        | "Sir Duke"                        | Voto do público   |

### Episódios 19 e 20: Shows ao vivo - Top 12
Os 12 finalistas da décima primeira edição do The Voice entram nesta fase em um sistema de eliminação semanal, no qual os competidores cantam na segunda-feira e têm o resultado na terça-feira, de acordo com a transmissão norte-americana (no Brasil, os episódios inéditos são transmitidos na terça e na quarta-feira pelo canal Sony). A cantora country Shania Twain atuou como mentora para todos os participantes.
Mais uma vez, houve a "salvação instantânea" (em inglês, Instant Save), na qual os usuários do Twitter salvam um dentre os dois participantes menos votados em um intervalo de cinco minutos.
| Ordem         | Técnico       | Competidor       | Canção                          | Resultado    |
| ------------- | ------------- | ---------------- | ------------------------------- | ------------ |
| 1             | Adam Levine   | Jesse Larson     | "Make You Feel My Love"         | Salvo        |
| 2             | Adam Levine   | Mark Isaiah      | "One Dance"                     | Bottom 2     |
| 3             | Alicia Keys   | Stephanie Rice   | "White Flag"                    | Salva        |
| 4             | Gwen Stefani  | Troy Ramey       | "Free Fallin'"                  | Bottom 2     |
| 5             | Blake Shelton | Aliyah Moulden   | "(Love Is Like a) Heat Wave"    | Salva        |
| 6             | Alicia Keys   | Chris Blue       | "Love and Happiness"            | Salvo        |
| 7             | Blake Shelton | Lauren Duski     | "Lord, I Hope This Day Is Good" | Salva        |
| 8             | Adam Levine   | Lilli Passero    | "Man! I Feel Like a Woman!"     | Salva        |
| 9             | Gwen Stefani  | Brennley Brown   | "Long, Long Time"               | Salva        |
| 10            | Blake Shelton | TSoul            | "Always on My Mind"             | Salvo        |
| 11            | Gwen Stefani  | Hunter Plake     | "Somebody That I Used to Know"  | Salvo        |
| 12            | Alicia Keys   | Vanessa Ferguson | "A Song for You"                | Salva        |
| Última chance |               |                  |                                 |              |
| 1             | Gwen Stefani  | Troy Ramey       | "Drift Away"                    | Eliminado    |
| 2             | Adam Levine   | Mark Isaiah      | "When I Was Your Man"           | Instant Save |

| Ordem | Artistas                                            | Canção            |
| ----- | --------------------------------------------------- | ----------------- |
| 20.1  | Adam Levine e sua equipe (Jesse, Lilli e Mark)      | "Hey Jude"        |
| 20.2  | G-Eazy                                              | "Good Life"       |
| 20.3  | Blake Shelton e sua equipe (Aliyah, Lauren e TSoul) | "Crippled Inside" |

### Episódios 21 e 22: Shows ao vivo - Top 11
| Ordem         | Técnico       | Competidor       | Canção                         | Resultado    |
| ------------- | ------------- | ---------------- | ------------------------------ | ------------ |
| 1             | Alicia Keys   | Stephanie Rice   | "Behind Blue Eyes"             | Bottom 2     |
| 2             | Blake Shelton | Aliyah Moulden   | "Take It Back"                 | Salva        |
| 3             | Blake Shelton | TSoul            | "Lay Me Down"                  | Salvo        |
| 4             | Adam Levine   | Lilli Passero    | "Town Without Pity"            | Salva        |
| 5             | Gwen Stefani  | Hunter Plake     | "All I Want"                   | Salvo        |
| 6             | Alicia Keys   | Vanessa Ferguson | "Diamonds"                     | Salva        |
| 7             | Blake Shelton | Lauren Duski     | "Somewhere in My Broken Heart" | Salva        |
| 8             | Adam Levine   | Mark Isaiah      | "How to Love"                  | Bottom 2     |
| 9             | Adam Levine   | Jesse Larson     | "Human"                        | Salvo        |
| 10            | Gwen Stefani  | Brennley Brown   | "River"                        | Salva        |
| 11            | Alicia Keys   | Chris Blue       | "When a Man Loves a Woman"     | Salvo        |
| Última chance |               |                  |                                |              |
| 1             | Alicia Keys   | Stephanie Rice   | "Issues"                       | Eliminada    |
| 2             | Adam Levine   | Mark Isaiah      | "7 Years"                      | Instant Save |

| Ordem | Artistas                                              | Canção                                    |
| ----- | ----------------------------------------------------- | ----------------------------------------- |
| 22.1  | Alicia Keys e sua equipe (Chris, Stephanie e Vanessa) | "(You Make Me Feel Like) A Natural Woman" |
| 22.2  | Gwen Stefani e sua equipe (Brennley e Hunter)         | "Fix You"                                 |
| 22.3  | Alisan Porter                                         | "Deep Water"                              |

### Episódios 23 e 24: Shows ao vivo - Top 10
| Ordem         | Técnico       | Competidor       | Canção                 | Resultado    |
| ------------- | ------------- | ---------------- | ---------------------- | ------------ |
| 1             | Adam Levine   | Jesse Larson     | "Jungle Love"          | Salvo        |
| 2             | Blake Shelton | Aliyah Moulden   | "Jealous"              | Salva        |
| 3             | Alicia Keys   | Vanessa Ferguson | "Doo Wop (That Thing)" | Bottom 3     |
| 4             | Adam Levine   | Mark Isaiah      | "Sign of the Times"    | Bottom 3     |
| 5             | Alicia Keys   | Chris Blue       | "24K Magic"            | Salvo        |
| 6             | Adam Levine   | Lilli Passero    | "Unforgettable"        | Bottom 3     |
| 7             | Blake Shelton | Lauren Duski     | "Tell Me Why"          | Salva        |
| 8             | Gwen Stefani  | Hunter Plake     | "Higher Love"          | Salvo        |
| 9             | Blake Shelton | TSoul            | "At This Moment"       | Salvo        |
| 10            | Gwen Stefani  | Brennley Brown   | "Anyway"               | Salva        |
| Última chance |               |                  |                        |              |
| 1             | Adam Levine   | Lilli Passero    | "Stormy Weather"       | Eliminada    |
| 2             | Adam Levine   | Mark Isaiah      | "Sorry"                | Eliminado    |
| 3             | Alicia Keys   | Vanessa Ferguson | "For Once in My Life"  | Instant Save |

| Ordem | Artistas      | Canção                        |
| ----- | ------------- | ----------------------------- |
| 23.1  | Blake Shelton | "Every Time I Hear That Song" |
| 24.1  | Maren Morris  | "I Could Use a Love Song"     |
| 24.2  | Charlie Puth  | "Attention"                   |

### Episódios 25 e 26: Semifinal ao vivo - Top 8
Os 8 participantes restantes se apresentaram na segunda-feira e os resultados foram transmitidos na terça-feira. Pela primeira vez, os duetos também valeram votos através do iTunes e do Twitter. Os 2 participantes menos votados foram automaticamente eliminados e os 3 participantes mais votados avançaram diretamente para a final. Os 3 restantes competiram pelo Instant Save, no qual os usuários do Twitter puderam salvar apenas um em um intervalo de cinco minutos.
| Ordem         | Técnico       | Competidor       | Canção                | Resultado    |
| ------------- | ------------- | ---------------- | --------------------- | ------------ |
| 1             | Gwen Stefani  | Hunter Plake     | "With or Without You" | Middle 3     |
| 2             | Blake Shelton | TSoul            | "Ain't No Way"        | Eliminado    |
| 3             | Gwen Stefani  | Brennley Brown   | "Suds In the Bucket"  | Middle 3     |
| 4             | Blake Shelton | Lauren Duski     | "Ghost In This House" | Salva        |
| 5             | Alicia Keys   | Chris Blue       | "Take Me To the King" | Salvo        |
| 6             | Alicia Keys   | Vanessa Ferguson | "Superstar"           | Eliminada    |
| 7             | Adam Levine   | Jesse Larson     | "I Was Wrong"         | Middle 3     |
| 8             | Blake Shelton | Aliyah Moulden   | "I Can Only Imagine"  | Salva        |
| Última chance |               |                  |                       |              |
| 1             | Gwen Stefani  | Brennley Brown   | "Warrior"             | Eliminada    |
| 2             | Gwen Stefani  | Hunter Plake     | "Love Runs Out"       | Eliminado    |
| 3             | Adam Levine   | Jesse Larson     | "Tennessee Whiskey"   | Instant Save |

| Ordem | Artistas                               | Canção               |
| ----- | -------------------------------------- | -------------------- |
| 25.1  | Chris Blue & Vanessa Ferguson          | "If I Ain't Got You" |
| 25.2  | Aliyah Moulden & Hunter Plake          | "Let It Go"          |
| 25.3  | Jesse Larson & TSoul                   | "I Wish"             |
| 25.4  | Brennley Brown & Lauren Duski          | "Good Hearted Woman" |
| 26.1  | Big Boi & Adam Levine part. Tayla Parx | "Mic Jack"           |
| 26.2  | DNCE                                   | "Kissing Strangers"  |

### Episódios 27 e 28: Final ao vivo - Top 4
| Técnico       | Competidor     | Ordem | Canção Original   | Ordem | Canção do Dueto                                 | Ordem | Canção Solo                           | Resultado |
| ------------- | -------------- | ----- | ----------------- | ----- | ----------------------------------------------- | ----- | ------------------------------------- | --------- |
| Blake Shelton | Aliyah Moulden | 1     | "Never Be Lonely" | 5     | "Dancing in the Street" (com Blake Shelton)     | 10    | "Signed, Sealed, Delivered I'm Yours" | 3º lugar  |
| Adam Levine   | Jesse Larson   | 9     | "Woman"           | 7     | "Let's Go Crazy" (com Adam Levine)              | 2     | "Takin' It to the Streets"            | 4º lugar  |
| Alicia Keys   | Chris Blue     | 6     | "Money on You"    | 3     | "Diamonds and Pearls" (com Alicia Keys)         | 12    | "Rhythm Nation"                       | Vencedor  |
| Blake Shelton | Lauren Duski   | 11    | "Deja Vu"         | 8     | "There's a Tear in My Beer" (com Blake Shelton) | 4     | "The Dance"                           | 2º lugar  |

| Ordem | Artistas                                | Canção                                                                    |
| ----- | --------------------------------------- | ------------------------------------------------------------------------- |
| 28.1  | Luis Fonsi, Daddy Yankee & Mark Isaiah  | "Despacito"                                                               |
| 28.2  | Rascal Flatts & Brennley Brown          | "Yours If You Want It"                                                    |
| 28.3  | CeeLo Green & Jesse Larson              | "Shining Star"                                                            |
| 28.4  | Little Big Town & Lauren Duski          | "Better Man"                                                              |
| 28.5  | Gwen Stefani & Hunter Plake             | "Don't Speak"                                                             |
| 28.6  | Zedd & Alessia Cara                     | "Stay'"                                                                   |
| 28.7  | Usher & Chris Blue                      | "Everybody Hurts"                                                         |
| 28.8  | Chris Stapleton                         | "Either Way"                                                              |
| 28.9  | Gladys Knight, TSoul & Vanessa Ferguson | "You're the Best Thing That Ever Happened to Me" / "If I Were Your Woman" |
| 28.10 | Miley Cyrus                             | "Malibu"                                                                  |
| 28.11 | Alessia Cara & Aliyah Moulden           | "Scars to Your Beautiful"                                                 |
| 28.12 | Jennifer Hudson                         | "Remember Me"                                                             |

## Times
Legenda
     Vencedor(a)
     Vice
     Terceiro colocado
     Quarto colocado
     Eliminado(a) nas apresentações ao vivo
     Eliminado(a) nos playoffs ao vivo
     Artista pego por outro técnico nos Knockouts (nome riscado)
     Eliminado(a) nos Knockouts
     Artista pego por outro técnico na Battle Rounds (nome riscado)
     Eliminado(a) na Battle Rounds
| Técnicos | Artistas         | Artistas       | Artistas            | Artistas          | Artistas |
| --- | ---------------- | -------------- | ------------------- | ----------------- | -------- |
| Adam Levine |                  |                |                     |                   |          |
| Jesse Larson | Lilli Passero    | Mark Isaiah    | Hanna Eyre          | Johnny Hayes      |          |
| Josh West | Autumn Turner    | Davina Leone   | Malik Davage        | Gaby Borromeo     |          |
| Julien Martinez | Kawan DeBose     | Nala Price     | Sheena Brook        | Taylor Alexander  |          |
| Gwen Stefani |                  |                |                     |                   |          |
| Brennley Brown | Hunter Plake     | Troy Ramey     | JChosen             | Johnny Gates      |          |
| Quizz Swanigan | Aaliyah Rose     | Stephanie Rice | Brandon Royal       | Caroline Sky      |          |
| Davina Leone | Jozy Bernadette  | Kenny P.       | Sammie Zonana       | Savannah Leighton |          |
| Alicia Keys |                  |                |                     |                   |          |
| Chris Blue | Vanessa Ferguson | Stephanie Rice | Anatalia Villaranda | Ashley Levin      |          |
| Jack Cassidy | Lilli Passero    | Quizz Swanigan | Dawson Coyle        | Autumn Turner     |          |
| Felicia Temple | Hunter Plake     | Lauryn Judd    | Missy Robertson     | RJ Collins        |          |
| Blake Shelton |                  |                |                     |                   |          |
| Lauren Duski | Aliyah Moulden   | TSoul          | Aaliyah Rose        | Casi Joy          |          |
| Felicia Temple | Andrea Thomas    | Caroline Sky   | Enid Ortiz          | Ashley Levin      |          |
| Brennley Brown | Dawson Coyle     | Josh Hoyer     | Micah Tryba         | Valerie Ponzio    |          |
| Participantes em itálico iniciaram a disputa em um time, mas foram pegos por outro técnico na fase das batalhas, knockouts ou graças ao coach comeback. Participantes sublinhados foram eliminados, mas escolhidos pelos técnicos para voltar à competição nos Playoffs ao vivo. |                  |                |                     |                   |          |